# 모트 밀스

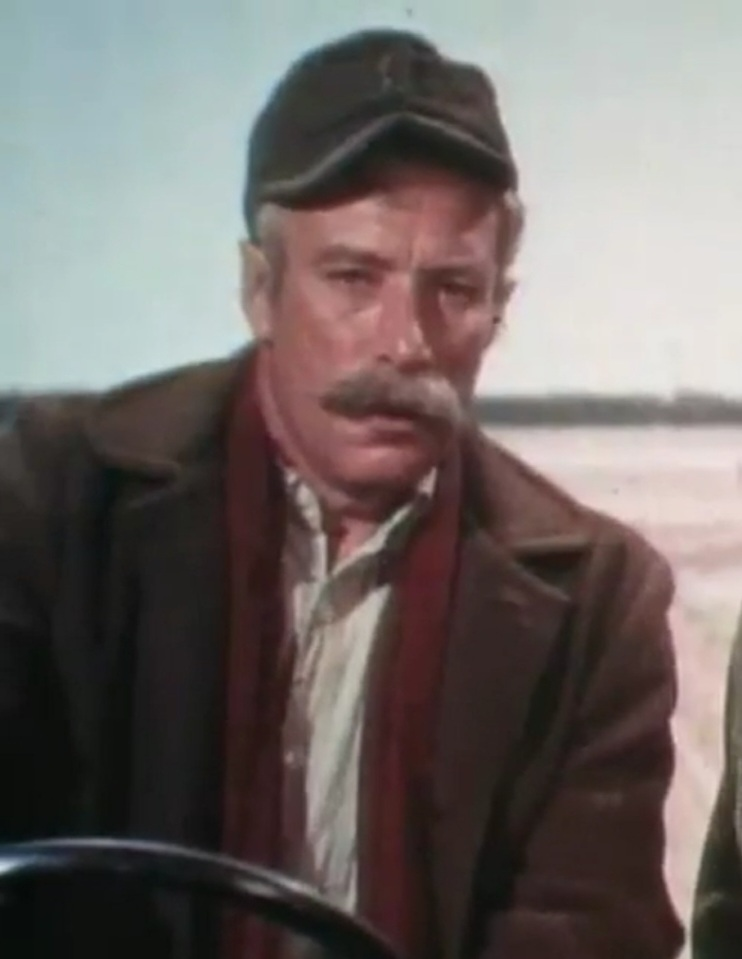

모트 밀스(Mort Mills, 1919년 1월 11일 ~ 1993년 6월 6일)는 미국의 배우이다.
뉴욕에서 태어났으며 벤투라에서 사망하였다.

## 출연 작품
- 솔저 블루 (1970년)
- 찢어진 커튼 (1966년)
- 퀵 건 (1964년) - 케이글 역
- 싸이코 (1960년)
- 추격 (1959년)
- 검은함정 (1958년)
- 심판 (1955년)
- 주피터의 애인 (1955년)
- 디즈니랜드 (1954년) - 샘 메이슨 역
- 푸쉬오버 (1954년)
- 더 파머 테이크 어 와이프 (1953년)
- 트리니다드 사건 (1952년)

### 텔레비전
- 샤이안 (1956-61)
- 딜론 보안관 (1956-67)
- 보난자 (1959-67)
- 페리 메이슨 (1960-65)
- 도망자 (1963-65)
- 아이언사이드 (1967-69)
- 제5전선 (1967-72)